# Valentín Ruiz Aznar
Valentín Ruiz Aznar (Borja, 13 de febrero de 1902 – Granada, 30 de noviembre de 1972) fue un músico, compositor y sacerdote católico español, maestro de capilla y canónigo de la Catedral de Granada, director de varios coros y profesor en el seminario y en el Conservatorio de la misma ciudad.

## Biografía
Cuarto y último hijo del matrimonio formado por Manuel Ruiz Pérez y de Petra Aznar Berges, ambos naturales de Borja, nació en esta ciudad el 13 de febrero de 1902. Tras cursar estudios primarios en su localidad natal, en 1911 ingresó en el Colegio de Infantes de la Seo de Zaragoza, donde recibió formación musical del maestro de capilla de la Catedral,  Miguel Arnaudas y del orgasnista de la misma,  Alejo Cuartero, durante seis años.
En 1917 ingresó en la Universidad de Comillas, donde además de la formación eclesiástica, humanística filosófica y teológica, recibió durante dos cursos formación musical del padre Nemesio Otaño, destacado músico, musicólogo y compositor, al que Ruiz Aznar reconoció siempre como su maestro y con otros profesores estudió  Piano, Armonía y Contrapunto. Siendo todavía estudiante se le encomendó la dirección de la Schola Cantorum de la Universidad en 1923 y algo más tarde fue nombrado organista del mismo seminario.
En 1927 opositó a maestro de capilla de la Catedral de Granada, plaza que había quedado vacante en 1925 y que el cardenal Casanova y Marzol, natural también de Borja, había mantenido sin cubrir seguramente a la espera de que Ruiz Aznar reuniera condiciones para poder optar a ella. Obtenida la plaza, fijó su residencia en Granada y en su seminario mayor finalizó los estudios eclesiásticos siendo ordenado sacerdote el 2 de junio de 1928. 
En Granada desarrolló desde su llegada una intensa actividad docente. Encargado de la enseñanza de música a los seminaristas, formó una schola cantorun en el seminario. Años más tarde, en 1931 fue nombrado profesor de Contrapunto y Fuga del Conservatorio de Música de Granada y en 1932 profesor de Teoría de la Música en la Sociedad Económica de Amigos del País. A partir de 1938 dirigió el Orfeón de Granada, institución coral fundada en 1903 por el maestro Francisco Alonso.
El día 15 de diciembre de 2018 se trasladaron sus restos desde el cementerio granadino de San José hasta la cripta de la catedral de Granada.

## Relación con Manuel de Falla
Ruiz Aznar se acercó a Manuel de Falla, que residía en Granada desde 1919,  entablando una íntima amistad con el maestro. Estudió detenidamente su obra y, según han señalado algunos estudiosos, en las composiciones de Ruiz Aznar se nota la influencia de Falla sobre todo en el cuidado de los detalles, la esmerada depuración de las partituras y en determinadas armonías.
En 1935 colaboró en los actos conmemorativos del tricentenario de Lope de Vega, organizados por la Universidad de Granada, interpretando con un coro de universitarios la música incidental compuesta por Manuel de Falla para el auto sacramental La vuelta de Egipto dirigido por Antonio Gallego Burín y montado por Federico García Lorca, con escenografía de Hermenegildo Lanz.
Tras la muerte de Falla, Ruiz Aznar quedó encargado por la familia del maestro del cuidado de su mobiliario, partituras, documentación y demás enseres que el maestro había dejado en Granada. También fue encargado de estudiar los manuscritos de Atlántida, obra en la que Falla había trabajado durante más de veinte años. Al parecer encontró elaborada solo una parte pequeña y poco significativa de la cantata, insuficiente para estrenar un adelanto como pretendía una comisión creada al efecto y para satisfacer las expectativas de la editorial Ricordi, que había adquirido los derechos de edición. Finalmente, Ruiz Aznar fue apartado del proyecto y se encargó a Ernesto Halffter  completar la cantata escénica.

## Obra
Perteneciente al grupo de compositores y musicólogos que Juan Alfonso García ha denominado Generación del «motu proprio», Ruiz Aznar compuso más de doscientas obras entre himnos y otras canciones religiosas con acompañamiento de órgano, diversas piezas de polifonía litúrgica, armonizaciones sobre canciones populares, canciones para voz solista y acompañamiento de piano, música incidental para una o varias voces escrita para representaciones de autos sacramentales y una única obra instrumental pura, el Intermedio, para órgano sobre una melodía vasca.
De la obra de Ruiz Aznar, Ricardo Rodríguez Palacios ha destacado, entre otras, las siguientes composiciones:
- Antiphona in honorem ss. Michaelis Archangelorum, para cuatro voces mixtas y órgano (1930);
- Deu, Deus meus, motete para cuatro voces graves y órgano (1942);
- Tres canciones españolas, lieder (1939);
- Tres canciones-marcha patrióticas, lieder (1945);
- Tres canciones españolas, lieder (1952);
- ¡Viva Aragón!, armonización de la jota homónima para cuatro voces mixtas con dos solistas;
- Granadina, armonización de la tonada Adiós Granada, Granada mía para soprano y tres voces blancas (1943);
- O salutaris hostia, coral (1944):
- Ojos claros, serenos, madrigal ( 1942);
- Pasión según san Juan (para el Viernes Santo), coral para voces graves (1948);
- Pasión según San Mateo (para el Domingo de Ramos), coral para voces graves (1952);
- Cantiga de loor a Santa María, para tres voces mixtas y soprano sola (1959).
- Spes vitae, madrigal para cuatro voces mixtas (1963);
- Canciones alpujarreñas, armonizaciones de canciones recogidas en Murtas (1962).

A partir de 1964 Ruiz Aznar no compuso, afectado por la ruptura de la Iglesia con su tradición musical a consecuencia de la renovación litúrgica surgida del Concilio Vaticano II. Tan solo se han catalogado dos obras posteriores a esta fecha:
- Anunciamos tu muerte, invocación para después de la consagración (1969) y
- Credo, Domine, adjuva incredulitatem meam, para coro a cuatro voces mixtas, de fecha indeterminada.